# Ladislav Ženíšek
Ladislav Ženíšek, né le 7 mars 1904 à Vinohrady en Autriche-Hongrie (aujourd'hui en République tchèque) et mort le 14 mai 1985, était un joueur et entraîneur de football tchécoslovaque, qui évoluait au poste de défenseur.

## Biographie
En club, il évolue tout d'abord dans plusieurs équipes jeunes telles que le ČAFC Vinohrady, le SK Červený Kostelec, le SK Pardubice, puis enfin au Teplizer SK.
En senior, il signe tout d'abord en professionnel dans l'équipe du Viktoria Žižkov entre 1924 et 1927. Il part ensuite aux États-Unis au Sparta Chicago (équipe américaine composée de joueurs tchèques) où il reste jusqu'en 1929. Il rentre ensuite au pays pour revenir dans son ancien club Viktoria Žižkov. Il signe ensuite au Slavia Prague où il reste jusqu'en 1936, avant de rentrer à Viktoria Žižkov jusqu'en 1937, date à laquelle il finit sa carrière.
Il joue en tout 22 matchs avec l'équipe de Tchécoslovaquie entre 1926 et 1935. 
Il est surtout connu pour avoir participé à la coupe du monde 1934 en Italie où son pays parvient jusqu'en finale contre les Italiens.
Il devient ensuite entraîneur de plusieurs équipes tchèques tels que les Bohemians 1905 de 1940 à 1944. Il entraîne par la suite un club qu'il connaît bien, à savoir son ancienne équipe Viktoria Žižkov pendant deux ans. En 1947, il s'en va à Vítkovicke Železárny jusqu'en 1951.
Il a également été le sélectionneur national de la Tchécoslovaquie entre 1950 et 1951.